# Branchiostegus semifasciatus
Branchiostegus semifasciatus is een  straalvinnige vissensoort uit de familie van tegelvissen (Malacanthidae). De wetenschappelijke naam van de soort is voor het eerst geldig gepubliceerd in 1931 door Norman.
De soort staat op de Rode Lijst van de IUCN als niet bedreigd, beoordelingsjaar 2009.